# باناريا
باناريا (بالإيطالية :Panarea) هي أصغر الجزر الإيولية السبع المأهولة بالسكان، وهي عبارة عن سلسلة جزر بركانية في شمال صقلية جنوب إيطاليا، يوجد بها حاليًا حوالي 280 مقيمًا يعيشون في الجزيرة على مدار السنة ؛ ومع ذلك، يزداد عدد السكان بشكل كبير في الصيف مع تدفق السياح خاصة خلال شهري يوليو وأغسطس، في السنوات الأخيرة أصبحت الجزيرة معروفة عالميًا بزوارها المشاهير.

## جغرافيا
الجزيرة عبارة عن بركان نشط تبلغ مساحته الإجمالية 3.4 كيلومتر مربع فقط (1.3 ميل مربع)، أعلى نقطة في الجزيرة بونتا ديل كورفو يبلغ ارتفاعها 421 مترًا (1،381 قدمًا) فوق مستوى سطح البحر، توجد بها ينابيع حرارية بالقرب من قرية بونتا دي بيبي وماريا، يعد غوص السكوبا رحلة استكشافية شهيرة في هذه الجزيرة الصغيرة، ويمكنك حتى السباحة إلى حطام سفينة بين صخور ليسكا بيانكا و بوتارو البعيدة عن الشاطئ.
الجزيرة محاطة بالعديد من الجزر الصغيرة ووالتلال ولا يمكن الوصول إليها إلا بالقارب مما يجعل باناريا فريدة من نوعها ويمكن تمييزها بسهولة بين الجزر الإيولية الأخرى.
هذه الجزر ووالتلال هي:باسيلوزو، سبينازولا، بيترا نافي، داتيلو، ليسكا بيانكا، بوتارو، ليسكا نيرا، ولوفورميش.

## تاريخ
في العصور القديمة كانت الجزيرة تسمى "إيونيموس"؛ وسميت جزيرة باسيلوزو القريبة التي تدار من باناريا باسم "هايسيجا"،[بحاجة لمصدر] هناك أدلة أثرية في الجزيرة تعود إلى السكان اليونانيين (حوالي 1200 قبل الميلاد) فيما بعد استوطن الرومان الجزيرة، كان هناك أناس لا يزالون يعيشون على الجزيرة الا أن جعل القراصنة وغيرهم من غزاة البحر الأبيض المتوسط الحياة لا تطاق بعد سقوط الإمبراطورية الرومانية الغربية.
في العصر الحديث أصبحت باناريا مكانًا عصريًا لقضاء العطلات، في عام 2011 وصفتها مجلة W بأنها "بؤرة المشهد الصيفي الأكثر أناقة في البحر الأبيض المتوسط".
تم إعلان باناريا وسلسلة إيولايان بأكملها كموقع تراث عالمي لليونسكو في سنة 2000. إلى حد كبير بسبب هذا يتم تنظيم البناء والتطوير بشكل صارم ويحتفظ المجتمع بالعزلة الطوابق، تقبل معظم المساكن إشغالًا مؤقتًا فقط، كما أن المنازل القليلة المتوفرة على مدار العام باهظة الثمن ويصعب الحصول عليها.

## انظر ايضا
قائمة البراكين في إيطاليا
قائمة جزر إيطاليا